# 三沢淳のわが街この人 -ぎふ情報スクエア-
『三沢淳のわが街この人 -ぎふ情報スクエア-』（みさわじゅんのわがまちこのひと ぎふじょうほうスクエア）は、テレビ愛知と岐阜テレビの2局で放送された岐阜県の広報番組。製作局のテレビ愛知では2005年4月4日から2008年3月31日まで放送。

## 概要
元中日ドラゴンズ選手で元衆議院議員の三沢淳が岐阜県内で活動する政治家や企業経営者たちの下を訪れ、彼らに岐阜県の今後や彼ら自身の岐阜県内での活動状況などについて話を伺っていた番組である。毎週金曜には、地元の経済紙・中部経済新聞にこの番組の放送内容が掲載されていた。

## 出演者
- 三沢淳
- 岩崎雄二 - ナレーターを担当。

## コーナー
- ゲストとの対談
- 岐阜県の情報（ぎふ情報スクエア）

## 放送局
| 放送対象地域 | 放送局     | 系列           | 放送時間           | 備考                                       |
| ------------ | ---------- | -------------- | ------------------ | ------------------------------------------ |
| 愛知県       | テレビ愛知 | テレビ東京系列 | 月曜 09:30 - 09:45 | 月曜が祝日となる週には別の曜日にて振替放送 |
| 岐阜県       | 岐阜テレビ | 独立UHF局      | 日曜 10:15 - 10:30 | テレビ愛知の6日遅れで放送                  |